# Noro Genjō

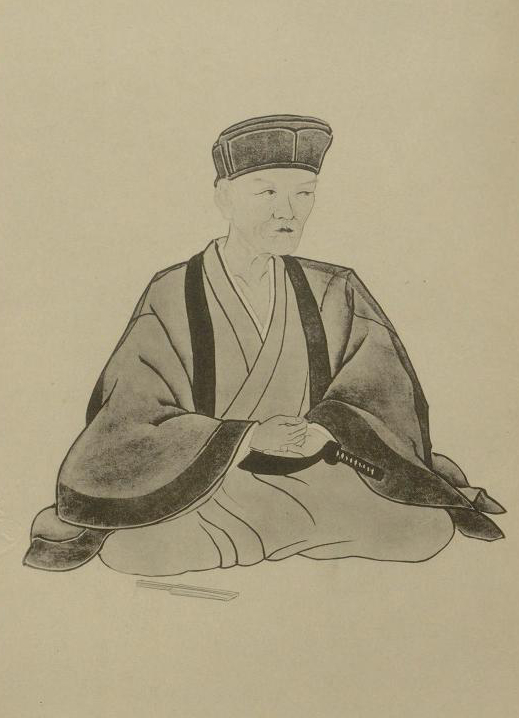
Porträt von Noro Genjō

Noro Genjō (japanisch 野呂 元丈, * 15. Januar 1694 im Dorf Hatase (Provinz Ise, Japan); † 6. August 1761 in Edo) war ein Kräuterkundler und Pionier der japanischen „Hollandkunde“ (Rangaku) des 18. Jahrhunderts.

## Leben
Noro Genjō wurde in Hatase (Distrikt Taki, Provinz Ise.) als Sohn von Takahashi Zentarō (高橋 善太郎) und dessen Ehefrau Juchin (寿椿) geboren. Über seine Kindheit und den frühen Bildungsweg ist nichts bekannt.
1712 wurde er von dem Arzt Noro Sansei (野呂 三省) adoptiert. Im selben Jahr zog er nach Kyōto, wo er Medizin bei Yamawaki Genshū (山脇 玄修), Konfuzianismus bei Namikawa Tenmin (並河 天民) und Kräuterkunde (Honzōgaku) bei Inō Jakusui (1655–1715) lernte. Als sein Adoptivvater 1719 starb, kehrte er in die Heimat zurück und übernahm dessen ärztliche Praxis.
Ab 1720 setzten seine Aktivitäten als Kräutersammler der Regierung (Saiyaku goyō 採薬御用) ein. Der 1716 zum Shōgun aufgestiegene Landesherr der Provinz Kii, Tokugawa Yoshimune, hatte, um die zerrütteten Finanzen des Reichs zu ordnen und die starke Abhängigkeit von Importen teurer chinesischer und westlicher Heilmittel zu verringern, bei der niederländischen Ostindien-Kompanie ausländische Samen und Setzlinge geordert, die in Kräutergärten der Regierung ausgebracht wurden. Falls der Anbau gelang, gab man Samen an Lehen in Regionen weiter, in denen Klima und Böden geeignet schienen. Zugleich trieb Yoshimune die Erforschung und bessere Nutzung einheimischer Ressourcen voran. Schon zu Zeiten des Shōgun Tokugawa Ietsuna hatte man bei gemeinsamen Untersuchungen mit europäischen Kräuterkennern erkannt, dass es in der Umgebung von Nagasaki medizinisch nutzbare Pflanzen gab, die in chinesischen Kräuterbüchern nicht verzeichnet waren. Yoshimune begann eine landesweite Erfassung, in denen Noro in Zusammenarbeit mit anderen Kräuterkennern eine gewichtige Rolle spielte.
Zunächst unternahm Noro zusammen mit Niwa Shōhaku (丹羽 正伯) eine Kräuterexkursion in den Regionen Hakone, Nikkō und Fujisan. 1721 zog er mit Natsui Shōgen (夏井 松玄) und Honga Tokuun (本賀 徳運) durch die Regionen Ise, Yoshino-yama und Kumano. Ein Jahr darauf setzte er mit Namikawa auf die Insel Sado im Japanischen Meer über. Eine weitere Exkursion führte ihn mit Soga Shōshuku (曽我 紹叔) und Nakano Michimasa (中野 道格) bis zu den Izu-Inseln im Pazifischen Ozean. 1725 verlegte er seinen Wohnsitz nach Edo, wo er die Zusammenarbeit mit den Behörden und die Auswertung seiner Untersuchungen besser besorgen konnte. 1730 unternahm er erneut eine Exkursion zur Insel Sado.
1736 vollendete er eine Schrift über „Behandlungsmethoden von Bisswunden tollwütiger Hunde“ (Kyōken kōshō chihō 狂犬咬傷治方). In Anerkennung seiner Leistungen verlieh man ihm 1739 den Rang eines o-memie-ishi (御目見医師), der ihm ein ansehnliches Jahreseinkommen und zugleich den Zugang zum inneren Bereich des Hofes ermöglichte.
1741 erhielt er eine neue Aufgabe. Zusammen mit dem Arzt Aoki Konyō wurde er angewiesen, sich die niederländische Sprache anzueignen. Bis dato verfügten nur die japanischen Dolmetscher der niederländischen Handelsniederlassung Dejima in Nagasaki über ausreichende Sprachkenntnisse. Einige hatten in ihrer Familie über Generationen hinweg Bücher, Aufzeichnungen usw. zur westlichen Medizin akkumuliert und betrieben im Nebenerwerb kleine Privatschulen. Doch strebte man nunmehr an, dass Fachleute außerhalb Nagasakis westliche Bücher auswerten und verbreiten. Nach einer vergleichsweise kurzen Unterweisung in Nagasaki führte Noro seinen Spracherwerb im Selbststudium fort.
Einmal jährlich kam der Leiter (opperhoofd) der niederländischen Handelsniederlassung Dejima nach Edo, um anstehende Probleme zu besprechen und in einer feierlichen Zeremonie den Dank der Ostindien-Kompanie für die Erlaubnis zum Handel in Japan zu übermitteln. Zu seiner Delegation gehörte seit 1641 u. a. der Arzt der Niederlassung. Von 1742 bis 1750 besuchte Noro diese Ärzte während des Aufenthaltes in Edo und erschloss mit deren Hilfe den Inhalt von zwei Büchern.
Sei 1663 schlummerte in der Hofbibliothek ein Exemplar von John Johnstons Naturkundebuch Naeukeurige beschryving van de natuur der vier-voetige dieren, vissen en bloedlooze water-dieren, vogelen, kronkel-dieren, slangen en draken. Nach vielen Konsultationen brachte Noro seine Erläuterungen als „Japanische Erklärungen zu holländischen Bildern von Vögeln, Vierfüßern, Schlangen und Fischen“ (Oranda kinjū chūgyōzu wage 阿蘭陀禽獣虫魚図和解) zu Papier. Ein weiteres Werk, das Cruydt-Boek von Rembert Dodoens (Dodonaeus), war dem Shōgun bereits 1659 präsentiert worden. Noro schrieb hierzu die „Japanischen Erklärungen zu holländischen Kräutern“ (Oranda honzō wage 阿蘭陀本草和解). Seine Ausführungen zum Text des Tierbuchs blieben ohne Wirkung, doch die kopierten Abbildungen machten viele japanische Künstler erstmals mit westlichen Zeichentechniken bekannt. Der praktische Nutzen des Kräuterbuchs von Dodonaeus hingegen war schon seit der Mitte des 17. Jh. bekannt und eine bessere Erschließung des umfangreichen Inhalts wünschte sich wohl ein jeder, der mit Kräutern befasst war. So blieb es nicht bei Noros Versuch. Nach ihm wagten sich renommierte Gelehrte wie Hiraga Gennai und sogar Yoshimunes Enkel Matsudaira Sadanobu an dieses monumentale, großformatige Werk von fast 1500 Seiten.
Nach weiteren botanischen Exkursionen durch die Provinzen Nagato und die Iwami stieg Noro 1747 in die Gruppe der Konsultationsärzte (yoriai-ishi 寄合医師) auf. Mit zunehmendem Alter regten auch andere Themen sein Interesse. So publizierte er 1752/3 „Inschriften auf Buddha-Fußsteinen“ (Bussoku sekihimei 仏足石碑銘). Seit 1755 erkrankte er jedoch häufiger. Offenbar ahnte er den nahen Tod, denn 1760 ließ er seinen Grabstein im Sengaku-Tempel (Sengaku-ji 泉岳寺) zu Edo errichten. Im folgenden Jahr verstarb er.
Neben seinen umfangreichen Kräuterstudien machte Noro Genjō sich als Pionier der „Hollandkunde“ (Rangaku) einen Namen. Zwar kam er wie Aoki Konyō bei seinen von der Regierung geförderten Sprachstudien über Grundkenntnisse und grobe Inhaltsangaben nicht hinaus. Doch handelte es sich um zwei konfuzianische Gelehrte, die sich der fremden Wissenschaft mit Unterstützung des Hofes widmen. Damit wurden beide zum Vorbild für andere Gelehrte und leiteten als Katalysator das Studium westlicher Schriften außerhalb Nagasakis ein.

## Schriften
- Kyōken kōshō chihō 狂犬咬傷治方
- Oranda kinjū chūgyōzu wage 阿蘭陀禽獣虫魚図和解
- Jinjutsu Oranda honzō wage, 1742 壬戌 阿蘭陀本草和解
- Bussoku sekihimei 『仏足石碑銘』宝暦2 [1752] 後序